# Mistrovství Evropy ve fotbale hráčů do 21 let 2017 – soupisky
Soupisky na Mistrovství Evropy ve fotbale hráčů do 21 let 2017, které se hrálo v Polsku.
| Zlato              | Stříbro              | Bronz             | Bronz             |
| ------------------ | -------------------- | ----------------- | ----------------- |
| Německo • Soupiska | Španělsko • Soupiska | Anglie • Soupiska | Itálie • Soupiska |

## Skupina A

### Anglie
Hlavní trenér:  Aidy Boothroyd
| Jméno               | Datum narození     | Klub                       |
| Brankáři            | Brankáři           | Brankáři                   |
| ------------------- | ------------------ | -------------------------- |
| Jordan Pickford     | 7. března 1994     | Sunderland AFC             |
| Angus Gunn          | 2. ledna 1996      | Manchester City FC         |
| Jonathan Mitchell   | 24. listopadu 1994 | Derby County FC            |
| Obránci             |                    |                            |
| Mason Holgate       | 22. října 1996     | Everton FC                 |
| Ben Chilwell        | 21. prosince 1996  | Leicester City FC          |
| Calum Chambers      | 20. ledna 1995     | Middlesbrough FC           |
| Jack Stephens       | 27. ledna 1994     | Southampton FC             |
| Matt Targett        | 18. září 1995      | Southampton FC             |
| Rob Holding         | 20. září 1995      | Arsenal FC                 |
| Kortney Hause       | 16. července 1995  | Wolverhampton Wanderers FC |
| Dominic Iorfa       | 24. června 1995    | Wolverhampton Wanderers FC |
| Alfie Mawson        | 19. ledna 1994     | Swansea City AFC           |
| Záložníci           |                    |                            |
| Nathaniel Chalobah  | 12. prosince 1994  | Chelsea FC                 |
| Demarai Gray        | 28. června 1996    | Leicester City FC          |
| James Ward-Prowse - | 1. listopadu 1994  | Southampton FC             |
| Lewis Baker         | 25. dubna 1995     | Vitesse                    |
| Nathan Redmond      | 6. března 1994     | Southampton FC             |
| John Swift          | 23. června 1995    | Reading FC                 |
| Will Hughes         | 17. dubna 1995     | Derby County FC            |
| Jack Grealish       | 10. září 1995      | Aston Villa FC             |
| Útočníci            |                    |                            |
| Tammy Abraham       | 2. října 1997      | Bristol City FC            |
| Jacob Murphy        | 24. února 1995     | Norwich City FC            |
| Cauley Woodrow      | 2. prosince 1994   | Burton Albion FC           |

### Polsko
Hlavní trenér:  Marcin Dorna
| Jméno                 | Datum narození    | Klub                  |
| Brankáři              | Brankáři          | Brankáři              |
| --------------------- | ----------------- | --------------------- |
| Bartłomiej Drągowski  | 19. srpna 1997    | ACF Fiorentina        |
| Jakub Wrąbel          | 8. června 1996    | Olimpia Grudziądz     |
| Maksymilian Stryjek   | 18. července 1996 | Sunderland AFC        |
| Obránci               |                   |                       |
| Paweł Jaroszyński     | 2. října 1994     | Cracovia              |
| Krystian Bielik       | 4. ledna 1998     | Arsenal FC            |
| Tomasz Kędziora -     | 11. června 1994   | Lech Poznań           |
| Igor Łasicki          | 26. června 1995   | AC Carpi SSD          |
| Jan Bednarek          | 12. dubna 1996    | Lech Poznań           |
| Jarosław Jach         | 17. února 1994    | Zagłębie Lubin        |
| Paweł Dawidowicz      | 20. května 1995   | VfL Bochum            |
| Przemysław Szymiński  | 24. června 1994   | Wisła Płock           |
| Záložníci             |                   |                       |
| Karol Linetty         | 2. února 1995     | UC Sampdoria          |
| Radosław Murawski     | 22. dubna 1994    | Piast Gliwice         |
| Patryk Lipski         | 12. června 1994   | bez angažmá           |
| Przemysław Frankowski | 12. dubna 1995    | Jagiellonia Białystok |
| Łukasz Moneta         | 13. května 1994   | Ruch Chorzów          |
| Bartosz Kapustka      | 23. prosince 1996 | Leicester City FC     |
| Jarosław Kubicki      | 7. srpna 1995     | Zagłębie Lubin        |
| Útočníci              |                   |                       |
| Mariusz Stępiński     | 12. května 1995   | FC Nantes             |
| Dawid Kownacki        | 14. března 1997   | Lech Poznań           |
| Krzysztof Piątek      | 1. července 1995  | Cracovia              |
| Jarosław Niezgoda     | 15. března 1995   | Ruch Chorzów          |
| Adam Buksa            | 12. července 1996 | Zagłębie Lubin        |

### Slovensko
Hlavní trenér:  Pavel Hapal
| Jméno             | Datum narození     | Klub                        |
| Brankáři          | Brankáři           | Brankáři                    |
| ----------------- | ------------------ | --------------------------- |
| Adrián Chovan     | 8. října 1995      | AS Trenčín                  |
| Marek Rodák       | 13. prosince 1996  | Accrington Stanley FC       |
| Adam Jakubech     | 2. ledna 1997      | FC Spartak Trnava           |
| Obránci           |                    |                             |
| Branislav Niňaj   | 17. května 1994    | KSC Lokeren                 |
| Milan Škriniar    | 11. února 1995     | UC Sampdoria                |
| Martin Valjent    | 11. prosince 1995  | Ternana Calcio              |
| Tomáš Huk         | 22. prosince 1994  | FC DAC 1904 Dunajská Streda |
| Ľubomír Šatka     | 2. prosince 1995   | FC DAC 1904 Dunajská Streda |
| Róbert Mazáň      | 9. února 1994      | MŠK Žilina                  |
| Lukáš Skovajsa    | 27. března 1994    | AS Trenčín                  |
| Denis Vavro       | 10. dubna 1996     | MŠK Žilina                  |
| Záložníci         |                    |                             |
| Stanislav Lobotka | 25. listopadu 1994 | FC Nordsjælland             |
| Jaroslav Mihalík  | 22. dubna 1994     | Cracovia                    |
| Martin Chrien     | 8. září 1995       | FC Viktoria Plzeň           |
| Albert Rusnák     | 7. července 1994   | Real Salt Lake              |
| Nikolas Špalek    | 12. února 1997     | MŠK Žilina                  |
| Lukáš Haraslín    | 26. května 1996    | Lechia Gdańsk               |
| Miroslav Káčer    | 2. února 1996      | MŠK Žilina                  |
| Matúš Bero        | 6. září 1995       | Trabzonspor                 |
| László Bénes      | 9. září 1997       | Borussia Mönchengladbach    |
| Útočníci          |                    |                             |
| Tomáš Vestenický  | 6. dubna 1996      | Cracovia                    |
| Adam Zreľák -     | 5. května 1994     | FK Jablonec                 |
| Pavol Šafranko    | 16. listopadu 1994 | FC DAC 1904 Dunajská Streda |

### Švédsko
Hlavní trenér:  Håkan Ericson
| Jméno               | Datum narození     | Klub                   |
| Brankáři            | Brankáři           | Brankáři               |
| ------------------- | ------------------ | ---------------------- |
| Tim Erlandsson      | 25. prosince 1996  | AFC Eskilstuna         |
| Anton Cajtoft       | 13. února 1994     | Jönköpings Södra IF    |
| Pontus Dahlberg     | 21. ledna 1999     | IFK Göteborg           |
| Obránci             |                    |                        |
| Linus Wahlqvist     | 11. listopadu 1996 | IFK Norrköping         |
| Jacob Une Larsson   | 8. dubna 1994      | Djurgårdens IF Fotboll |
| Joakim Nilsson      | 6. února 1994      | IF Elfsborg            |
| Adam Lundqvist      | 20. března 1994    | IF Elfsborg            |
| Isak Ssewankambo    | 27. února 1996     | Molde FK               |
| Filip Dagerstål     | 1. února 1997      | IFK Norrköping         |
| Franz Brorsson      | 30. ledna 1996     | Malmö FF               |
| Egzon Binaku        | 27. srpna 1995     | BK Häcken              |
| Záložníci           |                    |                        |
| Simon Tibbling      | 7. září 1994       | FC Groningen           |
| Alexander Fransson  | 2. dubna 1994      | FC Basilej             |
| Kristoffer Olsson - | 30. června 1995    | AIK Stockholm          |
| Muamer Tanković     | 22. února 1995     | AZ Alkmaar             |
| Melker Hallberg     | 20. října 1995     | Kalmar FF              |
| Kerim Mrabti        | 20. května 1994    | Djurgårdens IF Fotboll |
| Niclas Eliasson     | 7. prosince 1995   | IFK Norrköping         |
| Joel Asoro          | 27. dubna 1999     | Sunderland AFC         |
| Amin Affane         | 21. ledna 1994     | AIK Stockholm          |
| Útočníci            |                    |                        |
| Carlos Strandberg   | 14. dubna 1996     | KVC Westerlo           |
| Gustav Engvall      | 29. dubna 1996     | Djurgårdens IF Fotboll |
| Paweł Cibicki       | 9. ledna 1994      | Malmö FF               |

## Skupina B

### Severní Makedonie
Hlavní trenér:  Blagoja Milevski
| Jméno              | Datum narození     | Klub                           |
| Brankáři           | Brankáři           | Brankáři                       |
| ------------------ | ------------------ | ------------------------------ |
| Igor Aleksovski    | 24. února 1995     | FK Vardar                      |
| Damjan Shishkovski | 18. března 1995    | FK Rabotnički                  |
| Filip Ilikj        | 26. ledna 1997     | Gandzasar Kapan FC             |
| Obránci            |                    |                                |
| Jovan Popzlatanov  | 6. července 1996   | FK Pelister                    |
| Visar Musliu       | 13. listopadu 1994 | FK Vardar                      |
| Ďoko Zajkov        | 10. února 1995     | R. Charleroi SC                |
| Aleksa Amanović    | 24. října 1996     | FK Javor Ivanjica              |
| Darko Velkovski    | 21. června 1995    | FK Vardar                      |
| Egzon Bejtulai     | 7. ledna 1994      | FK Škendija 79 Tetovo          |
| Besir Demiri       | 1. srpna 1994      | FK Vardar                      |
| Mevlan Murati      | 5. března 1994     | FK Škendija 79 Tetovo          |
| Záložníci          |                    |                                |
| Eljif Elmas        | 27. září 1999      | FK Rabotnički                  |
| Enis Bardhi        | 2. července 1995   | Újpest FC                      |
| Boban Nikolov      | 28. července 1994  | FK Vardar                      |
| David Babunski -   | 1. března 1994     | Jokohama F. Marinos            |
| Daniel Avramovski  | 20. února 1995     | NK Olimpija Lublaň             |
| Kire Markoski      | 20. května 1995    | FK Rabotnički                  |
| Tihomir Kostadinov | 4. března 1996     | FC ViOn Zlaté Moravce – Vráble |
| Nikola Ďorděv      | 22. srpna 1997     | Grasshopper Club Zürich        |
| Útočníci           |                    |                                |
| Marjan Radeski     | 10. února 1995     | FK Škendija 79 Tetovo          |
| Petar Petkovski    | 3. ledna 1997      | FK Vardar                      |
| Viktor Angelov     | 27. března 1994    | Újpest FC                      |
| Filip Pivkovski    | 31. ledna 1994     | Landskrona BoIS                |

### Portugalsko
Hlavní trenér:  Rui Jorge
| Jméno               | Datum narození     | Datum úmrtí                       | Klub                   |
| Brankáři            | Brankáři           | Brankáři                          | Brankáři               |
| ------------------- | ------------------ | --------------------------------- | ---------------------- |
| Bruno Varela        | 4. listopadu 1994  |                                   | Vitória FC             |
| Miguel Silva        | 7. dubna 1995      |                                   | Vitória SC             |
| Joel Castro Pereira | 28. června 1996    |                                   | Manchester United FC   |
| Obránci             |                    |                                   |                        |
| João Cancelo        | 27. května 1994    |                                   | Valencia CF            |
| Edgar Ié            | 1. května 1994     |                                   | CF Os Belenenses       |
| Tobias Figueiredo   | 2. února 1994      |                                   | CD Nacional            |
| Rúben Semedo        | 4. dubna 1994      |                                   | Sporting CP            |
| Kévin Rodrigues     | 5. března 1994     |                                   | Real Sociedad          |
| Pedro Rebocho       | 23. ledna 1995     |                                   | Moreirense FC          |
| Fernando Fonseca    | 14. března 1997    |                                   | FC Porto               |
| Záložníci           |                    |                                   |                        |
| Rúben Neves         | 17. března 1997    |                                   | FC Porto               |
| Daniel Podence      | 21. října 1995     |                                   | Sporting CP            |
| Francisco Geraldes  | 18. dubna 1995     |                                   | Sporting CP            |
| Bruno Fernandes -   | 8. září 1994       |                                   | UC Sampdoria           |
| Iuri Medeiros       | 10. července 1994  |                                   | Boavista FC            |
| Renato Sanches      | 18. srpna 1997     |                                   | FC Bayern Mnichov      |
| Francisco Ramos     | 10. dubna 1995     |                                   | FC Porto               |
| Bruma               | 24. října 1994     |                                   | Galatasaray SK         |
| Ricardo Horta       | 15. září 1994      |                                   | SC Braga               |
| João Carvalho       | 9. března 1997     |                                   | Vitória FC             |
| Útočníci            |                    |                                   |                        |
| Gonçalo Paciência   | 1. srpna 1994      |                                   | Rio Ave FC             |
| Gonçalo Guedes      | 29. listopadu 1996 |                                   | Paris Saint-Germain FC |
| Diogo Jota          | 4. prosince 1996   | 3. července 2025 (ve věku 28 let) | FC Porto               |

### Srbsko
Hlavní trenér:  Nenad Lalatović
| Jméno                  | Datum narození    | Klub                     |
| Brankáři               | Brankáři          | Brankáři                 |
| ---------------------- | ----------------- | ------------------------ |
| Filip Manojlović       | 25. dubna 1996    | FK Crvena zvezda         |
| Đorđe Nikolić          | 13. dubna 1997    | FC Basilej               |
| Vanja Milinković-Savić | 20. února 1997    | Lechia Gdańsk            |
| Obránci                |                   |                          |
| Milan Gajić            | 28. ledna 1996    | FC Girondins de Bordeaux |
| Nemanja Antonov        | 6. května 1995    | Grasshopper Club Zürich  |
| Nikola Milenković      | 12. října 1997    | FK Partizan              |
| Miloš Veljković        | 26. září 1995     | Werder Brémy             |
| Radovan Pankov         | 5. srpna 1995     | FK Ural                  |
| Miroslav Bogosavac     | 14. října 1996    | FK Čukarički             |
| Vukašin Jovanović      | 17. května 1996   | FC Girondins de Bordeaux |
| Aleksandar Filipović   | 20. prosince 1994 | FK Voždovac              |
| Záložníci              |                   |                          |
| Nemanja Maksimović -   | 26. ledna 1995    | FC Astana                |
| Mijat Gaćinović        | 8. února 1995     | Eintracht Frankfurt      |
| Aleksandar Čavrić      | 18. června 1994   | ŠK Slovan Bratislava     |
| Marko Grujić           | 13. dubna 1996    | Liverpool FC             |
| Andrija Živković       | 11. července 1996 | Benfica Lisabon          |
| Dejan Meleg            | 1. října 1994     | FK Vojvodina Novi Sad    |
| Saša Lukić             | 13. srpna 1996    | Turín FC                 |
| Mihailo Ristić         | 31. října 1995    | FK Crvena zvezda         |
| Nemanja Radonjić       | 15. února 1996    | FK Čukarički             |
| Srđan Plavšić          | 3. prosince 1995  | FK Crvena zvezda         |
| Útočníci               |                   |                          |
| Ognjen Ožegović        | 9. června 1994    | FK Čukarički             |
| Uroš Đurđević          | 2. března 1994    | FK Partizan              |

### Španělsko
Hlavní trenér:  Albert Celades
| Jméno             | Datum narození     | Klub                 |
| Brankáři          | Brankáři           | Brankáři             |
| ----------------- | ------------------ | -------------------- |
| Kepa Arrizabalaga | 3. října 1994      | Athletic Bilbao      |
| Rubén Blanco      | 25. července 1995  | Celta de Vigo        |
| Pau López         | 13. prosince 1994  | Tottenham Hotspur FC |
| Obránci           |                    |                      |
| Héctor Bellerín   | 19. března 1995    | Arsenal FC           |
| José Gayà         | 25. května 1995    | Valencia CF          |
| Jorge Meré        | 17. dubna 1997     | Sporting de Gijón    |
| Jesús Vallejo     | 5. ledna 1997      | Eintracht Frankfurt  |
| Álvaro Odriozola  | 14. prosince 1995  | Real Sociedad        |
| Jonny Otto        | 3. března 1994     | Celta de Vigo        |
| Diego González    | 28. ledna 1995     | Sevilla FC           |
| Záložníci         |                    |                      |
| Dani Ceballos     | 7. srpna 1996      | Real Betis           |
| Saúl Ñíguez       | 21. listopadu 1994 | Atlético Madrid      |
| Denis Suárez      | 6. ledna 1994      | FC Barcelona         |
| Marco Asensio     | 21. ledna 1996     | Real Madrid          |
| Mikel Merino      | 22. června 1996    | Borussia Dortmund    |
| Mikel Oyarzabal   | 21. dubna 1997     | Real Sociedad        |
| Carlos Soler      | 2. ledna 1997      | Valencia CF          |
| Rodri             | 22. června 1996    | Villarreal CF        |
| Marcos Llorente   | 30. ledna 1995     | Deportivo Alavés     |
| Útočníci          |                    |                      |
| Gerard Deulofeu - | 13. března 1994    | AC Milán             |
| Borja Mayoral     | 5. dubna 1997      | VfL Wolfsburg        |
| Sandro Ramírez    | 9. července 1995   | Málaga CF            |
| Iñaki Williams    | 15. června 1994    | Athletic Bilbao      |

## Skupina C

### Česko
Hlavní trenér:  Vítězslav Lavička
| Jméno             | Datum narození     | Klub                   |
| Brankáři          | Brankáři           | Brankáři               |
| ----------------- | ------------------ | ---------------------- |
| Luděk Vejmola     | 3. listopadu 1994  | FK Mladá Boleslav      |
| Lukáš Zima        | 9. ledna 1994      | Janov CFC              |
| Patrik Macej      | 11. června 1994    | MFK Zemplín Michalovce |
| Obránci           |                    |                        |
| Stefan Simić      | 20. ledna 1995     | Royal Excel Mouscron   |
| Michael Lüftner   | 14. března 1994    | SK Slavia Praha        |
| Patrizio Stronati | 17. listopadu 1994 | FK Mladá Boleslav      |
| Milan Havel       | 7. srpna 1994      | Bohemians Praha 1905   |
| Daniel Holzer     | 18. srpna 1995     | AC Sparta Praha        |
| Filip Kaša        | 1. ledna 1994      | MŠK Žilina             |
| Záložníci         |                    |                        |
| Marek Havlík      | 8. července 1995   | 1. FC Slovácko         |
| Michal Sáček      | 19. září 1996      | AC Sparta Praha        |
| Tomáš Souček      | 27. února 1995     | FC Slovan Liberec      |
| Antonín Barák     | 3. prosince 1994   | SK Slavia Praha        |
| Michal Trávník -  | 17. května 1994    | FK Jablonec            |
| Jakub Jankto      | 19. ledna 1996     | Udinese Calcio         |
| Michal Hubínek    | 4. listopadu 1994  | Bohemians Praha 1905   |
| Jakub Nečas       | 26. ledna 1995     | FK Mladá Boleslav      |
| Václav Černý      | 17. října 1997     | AFC Ajax               |
| Petr Ševčík       | 2. května 1994     | FC Slovan Liberec      |
| Martin Hašek      | 3. října 1995      | Bohemians Praha 1905   |
| Útočníci          |                    |                        |
| Lukáš Juliš       | 12. února 1994     | AC Sparta Praha        |
| Tomáš Chorý       | 26. ledna 1995     | SK Sigma Olomouc       |
| Patrik Schick     | 24. ledna 1996     | UC Sampdoria           |

### Dánsko
Hlavní trenér:  Niels Frederiksen
| Jméno                     | Datum narození    | Klub                    |
| Brankáři                  | Brankáři          | Brankáři                |
| ------------------------- | ----------------- | ----------------------- |
| Jeppe Højbjerg            | 30. dubna 1995    | Esbjerg fB              |
| Thomas Hagelskjær         | 4. února 1995     | Aarhus GF               |
| Daniel Iversen            | 19. července 1997 | Leicester City FC       |
| Obránci                   |                   |                         |
| Frederik Holst            | 24. září 1994     | Brøndby IF              |
| Andreas Maxsø             | 18. března 1994   | FC Nordsjælland         |
| Patrick Banggaard         | 4. dubna 1994     | SV Darmstadt 98         |
| Jakob Blåbjerg            | 11. ledna 1995    | Aalborg Boldspilklub    |
| Rasmus Kristensen         | 11. července 1997 | FC Midtjylland          |
| Joachim Andersen          | 31. května 1996   | FC Twente               |
| Mads Pedersen             | 1. září 1996      | FC Nordsjælland         |
| Jacob Rasmussen           | 28. května 1997   | Rosenborg BK            |
| Záložníci                 |                   |                         |
| Christian Nørgaard        | 10. března 1994   | Brøndby IF              |
| Andrew Hjulsager          | 15. ledna 1995    | Celta de Vigo           |
| Lasse Vigen Christensen - | 15. srpna 1994    | Fulham FC               |
| Casper Nielsen            | 29. dubna 1994    | Odense BK               |
| Mathias Jensen            | 1. ledna 1996     | FC Nordsjælland         |
| Emiliano Marcondes        | 9. března 1995    | FC Nordsjælland         |
| Frederik Børsting         | 13. února 1995    | Aalborg Boldspilklub    |
| Mikkel Duelund            | 29. června 1997   | FC Midtjylland          |
| Útočníci                  |                   |                         |
| Marcus Ingvartsen         | 4. ledna 1996     | FC Nordsjælland         |
| Lucas Andersen            | 13. září 1994     | Grasshopper Club Zürich |
| Kenneth Zohore            | 31. ledna 1994    | Cardiff City FC         |
| Kasper Junker             | 5. března 1994    | Aarhus GF               |

### Německo
Hlavní trenér:  Stefan Kuntz
| Jméno                | Datum narození    | Klub                     |
| Brankáři             | Brankáři          | Brankáři                 |
| -------------------- | ----------------- | ------------------------ |
| Marvin Schwäbe       | 25. dubna 1995    | Dynamo Drážďany          |
| Julian Pollersbeck   | 16. srpna 1994    | 1. FC Kaiserslautern     |
| Odisseas Vlachodimos | 26. dubna 1994    | Panathinaikos Athény     |
| Obránci              |                   |                          |
| Jeremy Toljan        | 8. srpna 1994     | TSG 1899 Hoffenheim      |
| Yannick Gerhardt     | 13. března 1994   | VfL Wolfsburg            |
| Waldemar Anton       | 20. července 1996 | Hannover 96              |
| Niklas Stark         | 14. dubna 1995    | Hertha BSC               |
| Gideon Jung          | 12. září 1994     | Hamburger SV             |
| Lukas Klünter        | 11. února 1996    | 1. FC Köln               |
| Marc-Oliver Kempf    | 26. května 1995   | SC Freiburg              |
| Thilo Kehrer         | 21. září 1996     | FC Schalke 04            |
| Záložníci            |                   |                          |
| Max Meyer            | 18. září 1995     | FC Schalke 04            |
| Mahmoud Dahoud       | 1. ledna 1996     | Borussia Mönchengladbach |
| Maximilian Arnold -  | 27. května 1994   | VfL Wolfsburg            |
| Mitchell Weiser      | 21. dubna 1994    | Hertha BSC               |
| Nadiem Amiri         | 27. října 1996    | TSG 1899 Hoffenheim      |
| Janik Haberer        | 2. dubna 1994     | SC Freiburg              |
| Levin Öztunalı       | 15. března 1996   | 1. FSV Mainz 05          |
| Dominik Kohr         | 31. ledna 1994    | FC Augsburg              |
| Útočníci             |                   |                          |
| Davie Selke          | 20. ledna 1995    | RB Leipzig               |
| Serge Gnabry         | 14. července 1995 | Werder Brémy             |
| Felix Platte         | 11. února 1996    | SV Darmstadt 98          |
| Maximilian Philipp   | 1. března 1994    | SC Freiburg              |

### Itálie
Hlavní trenér:  Luigi Di Biagio
| Jméno                 | Datum narození     | Klub                 |
| Brankáři              | Brankáři           | Brankáři             |
| --------------------- | ------------------ | -------------------- |
| Gianluigi Donnarumma  | 25. února 1999     | AC Milán             |
| Alessio Cragno        | 28. června 1994    | Benevento Calcio     |
| Simone Scuffet        | 31. května 1996    | Udinese Calcio       |
| Obránci               |                    |                      |
| Davide Calabria       | 6. prosince 1996   | AC Milán             |
| Antonio Barreca       | 18. března 1995    | Turín FC             |
| Daniele Rugani        | 29. července 1994  | Juventus FC          |
| Andrea Conti          | 2. března 1994     | Atalanta BC          |
| Mattia Caldara        | 5. května 1994     | Atalanta BC          |
| Davide Biraschi       | 2. července 1994   | Janov CFC            |
| Alex Ferrari          | 1. července 1994   | Hellas Verona FC     |
| Giuseppe Pezzella     | 29. listopadu 1997 | Palermo SSD          |
| Záložníci             |                    |                      |
| Danilo Cataldi        | 6. srpna 1994      | Janov CFC            |
| Lorenzo Pellegrini    | 19. června 1996    | US Sassuolo Calcio   |
| Alberto Grassi        | 7. března 1995     | Atalanta BC          |
| Marco Benassi -       | 8. září 1994       | Turín FC             |
| Roberto Gagliardini   | 7. dubna 1994      | FC Inter Milán       |
| Manuel Locatelli      | 8. ledna 1998      | AC Milán             |
| Útočníci              |                    |                      |
| Domenico Berardi      | 1. srpna 1994      | US Sassuolo Calcio   |
| Alberto Cerri         | 16. dubna 1996     | Delfino Pescara 1936 |
| Federico Bernardeschi | 16. února 1994     | ACF Fiorentina       |
| Andrea Petagna        | 30. června 1995    | Atalanta BC          |
| Luca Garritano        | 11. února 1994     | Cesena FC            |
| Federico Chiesa       | 25. října 1997     | ACF Fiorentina       |